# اوستروژسکا لهوتا
اوستروژسکا لهوتا (به چکی: Ostrožská Lhota) یک منطقهٔ مسکونی در جمهوری چک است که در ناحیه اوهرسکه هرادیشتی واقع شده‌است. اوستروژسکا لهوتا ۱٬۵۸۷ نفر جمعیت دارد.